# Kanton Champlitte
Der Kanton Champlitte war bis 2015 ein französischer Wahlkreis im Arrondissement Vesoul, im Département Haute-Saône und in der Region Franche-Comté; sein Hauptort war Champlitte.
Der acht Gemeinden umfassende Kanton Champlitte war 230,14 km² groß und hatte 2593 Einwohner (Stand: 2012).

## Gemeinden
| Gemeinde              | Einwohner | Code postal | Code Insee |
| --------------------- | --------- | ----------- | ---------- |
| Argillières           | 78        | 70600       | 70027      |
| Champlitte            | 1828      | 70600       | 70122      |
| Courtesoult-et-Gatey  | 72        | 70600       | 70183      |
| Fouvent-Saint-Andoche | 258       | 70600       | 70247      |
| Framont               | 200       | 70600       | 70252      |
| Larret                | 65        | 70600       | 70297      |
| Percey-le-Grand       | 97        | 70600       | 70406      |
| Pierrecourt           | 134       | 70600       | 70409      |

## Bevölkerungsentwicklung
| 1962 | 1968 | 1975 | 1982 | 1990 | 1999 |
| ---- | ---- | ---- | ---- | ---- | ---- |
| 3359 | 3595 | 3269 | 3034 | 2811 | 2732 |